# Cratere Safarmo
Safarmo  è un cratere sulla superficie di Venere.